# Вайскопф, Франц Карл
Франц Карл Вайскопф (нем. Franz Carl Weiskopf; 3 апреля 1900, Прага, Австро-Венгрия, — 14 сентября 1955, Берлин, ГДР) — немецкоязычный писатель, переводчик, журналист и дипломат. В основном известен как Ф. К. Вайскопф (писал также под псевдонимами Петр Бук, Пьер Бук и Ф. В. Л. Ковач).

## Биография
Был сыном чешки и немецкого еврея, служащего в банке. Посещал пражские немецкоязычные школы, а в 1919—1923 годах изучал германистику и историю в пражском университете Карла-Фердинанда. В 1921 году вступил в Коммунистическую партию Чехословакии. 
В 1923 году получил степень доктора философии. В 1926 году впервые посетил СССР. В 1928 году поселился в Берлине, где стал редактором литературного отдела газеты Berlin am Morgen. В том же году женился на Грете Бернгейм, которая позже стала известна под псевдонимом «Алекс Веддинг». Будучи членом Союза пролетарских революционных писателей, в 1930 году вместе с Анной Зегерс участвовал в конференции революционных писателей в Харькове.
В 1933 году книги Вайскопфа были сожжены пришедшими к власти нацистами, и в том же году Вайскопф вместе с женой уехал в Прагу, где стал главным редактором антифашистской газеты Arbeiter Illustrierte Zeitung. Когда газета в октябре 1938 года была вынуждена прекратить выпуск, Вайскопфы уехали в Париж, откуда им удалось в апреле 1939 года с помощью «Лиги американских писателей» выехать в США и обосноваться в Нью-Йорке.
После Второй мировой войны Вайскопф работал на чехословацкой дипломатической службе: сначала советником посольства в Вашингтоне, в 1949—1950 годах посланником в Стокгольме, а в 1950—1952 годах послом в Пекине. В 1952 году он вернулся в Прагу, а с 1953 года поселился в Восточном Берлине. В последние годы своей жизни он был членом правления Союза писателей ГДР и в 1954—1955 годах совместно с Вилли Бределем возглавлял журнал Neue Deutsche Literatur.
С 1956 года Берлинская академия художеств присуждает литературную премию Ф. К. Вайскопфа за вклад в сохранение немецкого языка.

## Сочинения

### Автор
- Es geht eine Trommel. — Berlin-Schöneberg, 1923.
- Die Flucht nach Frankreich. — Wien [u. a.], 1926.
- Umsteigen ins 21. Jahrhundert. — Berlin, 1927 (в русском переводе — «Пересадка в XXI столетие»).
- Wer keine Wahl hat, hat die Qual. — Berlin, 1928.
- Der Traum des Friseurs Cimbura. — Berlin, 1930.
- Der Staat ohne Arbeitslose. — Berlin, 1931 (совместно с Эрнстом Глезером и Альфредом Куреллой).
- Das Slawenlied. — Berlin, 1931.
- Zukunft im Rohbau. — Berlin, 1932.
- Die Stärkeren. — Moskau [u. a.], 1934.
- Die Versuchung. — Zürich, 1937 (в русском переводе — «Искушение»; с 1954 года выходил под названием «Lissy oder Die Versuchung»; в русском переводе — «Лисси»).
- La tragédie tchécoslavaque. — Paris, 1939 (под псевдонимом Pierre Buk).
- The untamed Balkans. — New York, 1941 (под псевдонимом Frederic W. L. Kovacs).
- Vor einem neuen Tag. — Mexico, 1944 (в русском переводе — «Заря занимается»).
- Himmelfahrts-Kommando. — Stockholm, 1945.
- Die Unbesiegbaren. — New York, 1945.
- Unter fremden Himmeln. — Berlin, 1948.
- Abschied vom Frieden. — Berlin, 1950 (в русском переводе — «Прощание с мирной жизнью»).
- Elend und Größe unserer Tage. — Berlin, 1950.
- Der ferne Klang. — Berlin, 1950.
- Menschen, Städte und Jahre. — Wien, 1950.
- Kinder ihrer Zeit. — Berlin, 1951.
- Die Reise nach Kanton. — Berlin, 1953 (в русском переводе — «Поездка в Кантон»).
- Das Anekdotenbuch. — Berlin, 1954.
- Aus allen vier Winden. — Berlin, 1954.
- Verteidigung der deutschen Sprache. — Berlin, 1955.
- Literarische Streifzüge. — Berlin, 1956.
- Gesammelte Werke, Berlin.
  - Bd. 1. Abschied vom Frieden, 1960.
  - Bd. 2. Inmitten des Stroms (в русском переводе — «В бурном потоке»). Welt in Wehen, 1960.
  - Bd. 3. Das Slawenlied. Vor einem neuen Tag, 1960.
  - Bd. 4. Lissy. Himmelfahrtskommando, 1960.
  - Bd. 5. Gedichte und Nachdichtungen, 1960.
  - Bd. 6. Anekdoten und Erzählungen, 1960.
  - Bd. 7. Reportagen, 1960.
  - Bd. 8. Über Literatur und Sprache. Verteidigung der deutschen Sprache, 1960.
- Briefwechsel 1942—1948. — Berlin [u. a.], 1990 (совместно с Бодо Узе).

### Ответственный редактор
- Januartage. — Prag-Karlin, 1926.
- Leblond-Zola, Denise. Zola. — Berlin, 1932.
- Hundred towers. — New York, 1945.
- Kisch-Kalender. — Berlin, 1955.

### Переводчик
- Tschechische Lieder. — Berlin, 1925.
- Das Herz — ein Schild. — London, 1937.
- Gesang der gelben Erde. — Berlin, 1951.
- Chien Tien. Des Tien Tschien Lied vom Karren. — Berlin, 1953.
- Švabinský, Max. Schmetterlingszeit. — Prag, 1954.

## Экранизации
- 1957. Лисси (ГДР).
- 1977. Abschied vom Frieden (ГДР).